# Ogólnokształcąca Szkoła Muzyczna I i II st. im. Henryka Wieniawskiego w Łodzi
Ogólnokształcąca Szkoła Muzyczna I i II st. im. Henryka Wieniawskiego w Łodzi (dawniej Liceum Muzyczne) – zespół szkół muzycznych działający w Łodzi. Szkoła podlega i jest nadzorowana przez Ministerstwo Kultury, Dziedzictwa Narodowego i Sportu za pośrednictwem Centrum Edukacji Artystycznej.

## Historia
Liceum powstało w 1950 roku z kadrą pedagogiczną i uczniami Niższej Szkoły Muzycznej i Średniej Szkoły Muzycznej nr 2 Ludowego Instytutu Muzycznego w Łodzi. Zajęcia odbywały się w budynku przy ulicy Jaracza 19, zajmowanym poprzednio przez wymienione szkoły LIM-u.
Liceum było szkołą o profilu muzycznym oraz ogólnym. Pierwszym dyrektorem został Józef Lasocki – skrzypek, dyrygent i teoretyk.
W 1953 roku powstała Państwowa Podstawowa Szkoła Muzyczna, powiązana z Państwowym Liceum Muzycznym. Od tego momentu obie szkoły stworzyły jedną strukturę organizacyjną. Zespół szkół muzycznych jest jedyną w regionie łódzkim szkołą kształcącą muzyków w dwunastoletnim cyklu z przedmiotów muzycznych i ogólnych.
W 1954 roku funkcję dyrektora PLM i PPSM w Łodzi przejął po Józefie Lasockim Franciszek Wesołowski, muzyk-teoretyk, znawca muzyki dawnej. W czerwcu 1960 roku Państwowe Liceum Muzyczne w Łodzi otrzymało imię słynnego skrzypka i kompozytora Henryka Wieniawskiego.
Dyrektor Andrzej Hundziak – pełniący funkcję w latach 1961–1974 doprowadził w roku 1974 do przenosin szkoły do nowej siedziby przy ulicy Sosnowej 9. W roku 1999 szkoła otrzymała obecną nazwę: Ogólnokształcąca Szkoła Muzyczna I i II stopnia im. Henryka Wieniawskiego w Łodzi.

## Znani absolwenci
- Skrzypkowie – Barbara Górzyńska, Roman Lasocki, Piotr Pławner
- Kompozytorzy – Jerzy Bauer, Błażej Dowlasz, Andrzej Krauze, Zygmunt Krauze, Wojciech Lemański, Piotr Marczewski, Bronisław Kazimierz Przybylski, Michał Sutt, Sławomir Zamuszko
- Dyrygenci – Michał Kocimski, Jarosław Lipke, Wojciech Michniewski
- Śpiewacy – Jadwiga Gadulanka, Stanisław Kierner, Urszula Kryger, Magdalena Witczak
- Aktorzy – Krzysztof Majchrzak, Katarzyna Pawlak, Michał Sikorski
- Inni artyści – Marcel Baliński, Marek Błaszczyk, Wojciech Gogolewski, Włodzimierz Korcz, Czesław Majewski, Andrzej Olejniczak, Michał Urbaniak, Andrzej Rokicki (trębacz-solista orkiestry PR i TV w Łodzi), Paweł Rurak, Jacek Delong (saksofonista, prof. AM), Radosław Bolewski, Piotr Grąbkowski, Karol Nicze (pianista jazzowy), Adam Ostrowski, Jakub Raczyński (członek zespołu Varius Manx)